# Bogenanleger
Der Bogenanleger ist ein Begriff aus der Drucktechnik und bezeichnet eine Person oder eine Vorrichtung, die die Bogen der Maschine oder Anlage zuführt. 

## Person
Ende des 19. Jahrhunderts wurden Schnellpressen gebaut, bei der Personen die Bogen einzeln einlegten. Bekannt war die Firma Schnellpressenfabrik Bohn & Herber.

## Vorrichtung oder Aggregat
In Bogendruckmaschinen, aber auch an Stanz- und Prägemaschinen, werden die Vorrichtungen so genannt, die Bogen vom Stapel vereinzeln und an das nächste Aggregat übergeben. Der Bogenanleger wurde 1909 von Caspar Hermann erfunden. Es wird zwischen Einzelbogenanleger und Schuppenanleger unterschieden.

### Einzelbogenanleger
Hier wird der einzelne Bogen dem Anlegetisch am Druckwerk zugeführt, indem er in der Nähe der Vorderkante von mehreren Saugern angehoben und durch Zuführgreifer oder Transportbänder übernommen wird. Diese Transportvorrichtungen bringen den Bogen zu den Vorder- und Seitenmarken, die zu seiner exakten Ausrichtung dienen. Der Vorteil des Einzelbogenanlegers ist, dass er einfacher auf das Papierformat und die Papiersorte einzustellen ist.

### Schuppenanleger
Der Schuppenanleger übergibt geschuppt liegende Bogen an das folgende Aggregat. Ein Saugkopf (auch Saugschloss oder auch Bogentrenner) trennt den Bogen an dessen Ende vom Papierstapel. Danach heben Hubsauger das Bogenende an, unterstützt von Blasluft und Abstreifern. Getaktete Blasluft wird nun zwischen die Bogen geblasen und bringt den gesamten obersten Bogen zum Schweben. Dieser wird mit Schleppsaugern dem Schuppenstrom zugeführt. Die Bewegungsgeschwindigkeit des Schuppenstroms durch die Überlappung der einzelnen Bogen entspricht etwa einem Drittel der Druckgeschwindigkeit. Der Schuppenstrom ermöglicht erst eine hohe Druckgeschwindigkeit und ist die Voraussetzung für die erforderliche Präzision bei der Bogenausrichtung an den Vorder- und Seitenmarken.